# Coussergues
Coussergues è un comune francese soppresso e comune delegato del dipartimento dell'Aveyron della regione dell'Occitania. Dal 1º gennaio 2016 si è fuso con i comuni di Palmas e Cruéjouls per formare il nuovo comune di Palmas-d'Aveyron.

## Storia

### Simboli
Lo stemma comunale riprende il blasone della famiglia Clausel de Coussergues a cui è stata aggiunta in punta l'immagine di un dolmen.

## Società

### Evoluzione demografica
Abitanti censiti